# Mosevrå Sogn
Mosevrå Sogn var et sogn i Varde Provsti (Ribe Stift). 27. november 2016 (1. søndag i advent) blev Mosevrå Sogn lagt sammen med Ho Sogn og Oksby Sogn til Blåvandshuk Sogn.
Mosevrå Kirke blev i 1891 indviet som filialkirke til Oksby Kirke. Mosevrå blev så et kirkedistrikt i Oksby Sogn, som hørte til Vester Horne Herred i Ribe Amt. Ho-Oksby sognekommune inkl. kirkedistriktet blev ved kommunalreformen i 1970 indlemmet i Blåvandshuk Kommune, som ved strukturreformen i 2007 indgik i Varde Kommune.
Da kirkedistrikterne blev nedlagt 1. oktober 2010, blev Mosevrå Kirkedistrikt udskilt som det selvstændige Mosevrå Sogn.
Stednavne, se Oksby Sogn.